# أم الفتح الثانية
أم الفتح الثانية (توفيت قبل عام 1450)، كانت أميرة نصرية، متزوجة من ملك غرناطة محمد التاسع.
وتسمى أم الفتح (الثانية) لأن هناك أميرتين نصريتين أخريين تحملان نفس الاسم: أم الفتح (الأولى)، والدة محمد الثامن، وأم الفتح (الثالثة)، متزوجة من محمد العاشر.

## الحياة
وُلدت ليوسف الثاني ملك غرناطة واسم أمها غير معروف اليوم. كانت شقيقة إسماعيل الثالث ملك غرناطة، ويوسف الثالث ملك غرناطة، ومحمد السابع ملك غرناطة. كانت قريبة من اثنين من أصل ثلاثة من إخوتها الحاكمين، يوسف الثالث ملك غرناطة ومحمد السابع ملك غرناطة، ويقال أنها كانت تعمل كمستشارين لهما.
تزوجت أم الفتح من ابن عمها الأمير محمد في تاريخ غير معروف. وكان لديهما ابنتان: عائشة وفاطمة. بعكس الأمراء السابقين الذين كانوا يتزوجون المحظيات، فإن سلالة بني نصر كانوا يتزوجون عادةً فقط من أفراد سلالة بني نصر للاستفادة من الشرعية الأسرية، وإقامة تحالفات بين أجزاء العائلة المختلفة، والحفاظ على الممتلكات الملكية في العائلة. كانت أم الفتح تملك ممتلكات كبيرة. وكان للأميرات النصريات سيطرة على ممتلكاتهن (المهر) وفقًا للشريعة الإسلامية وكانوا أحرارًا في التصرف فيها كما يحلو لهن، بشرط أن يستمرن في مراعاة خصوصية الحريم.
في عام 1419، خلع زوجها ابن أخيها محمد الثامن ملك غرناطة وتولى العرش باسم محمد التاسع. بعد الانقلاب، أمرت زوجة محمد التاسع بإعدام وزير الحاكم المخلوع بنفسها، حتى يتمكن محمد التاسع من تجنب انتهاك وعده بالعفو. من المفترض تقليديًا أن زوجة محمد التاسع الأخرى، زهر الرياض، هي التي أعدمت الوزير، ولكن من الممكن أيضًا أن تكون أم الفتح (الثانية)، هي التي من المعروف أنها شرعت الانقلاب من خلال منحه مباركتها.  كانت أم الفتح (الثانية) الزوجة المفضلة لمحمد التاسع، ويقال أنها كانت ذات تأثير كبير عليه وعلى شؤون الدولة.
يوجد لأم الفتح (الثانية) سيرة ذاتية (ترجمان) في كتاب جنة الرضا في التسليم لما قدّر الله وقضى للوزير ابن عاصم من حوالي عام 1450. كان عملًا دعائيًّا في عهد محمد التاسع، حيث أشاد بأم الفتح وفضائلها، ووصف زوجها بأنه يكرم ذكراها، أي أنها كانت لتموت قبل ذلك الوقت. كانت السيرة الذاتية المعاصرة لأميرة نصرية غير عادية للغاية.